# Amélio Cayres
Amélio Cayres de Almeida (Érico Cardoso, setembro de 1961) é um empresário e político brasileira, afiliado ao Republicanos . É casado com Genecí Pepértua dos Santos Almeida e pai de três filhos: Matheus, Fiamma e Raul. Chegou ao Tocantins em 1976 e exerceu a atividade agropecuarista.

## Carreira política
Em 1996, foi eleito a prefeito de Esperantina – TO, sendo reeleito em 2000, 
Em 2006, Foi eleito deputado estadual do tocantins e reeleito para mais quatro mandatos consecutivos: 2010, 2014, 2018 e 2022, sendo um dos deputados estaduais mais votados, com 22.921 votos nas eleições de 2022.
 Em 2023, Amélio Cayres foi eleito presidente da Assembleia Legislativa do Tocantins para o 1º biênio da 10ª Legislatura, de 1º de fevereiro de 2023 a 31 de janeiro de 2025.
 Em 2024, Amélio Cayres, foi reeleito como presidente da Assembleia Legislativa para o biênio 2025/2026.